# Lollo Meier
Lollo Meier (* 23. Februar 1962 in Limburg) ist ein niederländischer Gypsy-Jazz-Musiker (Gitarre).

## Leben und Wirken
Meier, der in einer Musikerfamilie aufwuchs und mit Fapy Lafertin und Stochelo Rosenberg verwandt ist, begann erst mit zwölf Jahren Gitarre zu spielen. In Belgien gründete er seine erste Band namens Swing 42, bevor er mit seinem Ensemble Lollo Meier Szigano Swing arbeitete, der Silvia Gelbhart (Geige), Bram van Es (Gitarre) und Jef van Gool (Kontrabass) angehörten. 2001 nahm er sein Debütalbum Rencontres auf; mit seiner Band trat er auf europäischen Festivals auf, 2002 auf dem Djangofollies in Brüssel und dem Breda Jazz Festival, 2003 auf dem International Gipsy Guitar Festival in Gossington und 2005 dem Festival L'Esprit Manouche in Samois. Mit dem Holzbläser André Donni spielte er 2005 sein Album Hondarribia ein, gefolgt von Rosas (2006, mit Tcha Limberger, Dave Kelbie und Andy Crowdy), Fleur Manouche (2011) und Plachterida (2012, mit Fapy Lafertin). Mit seinem Ensemble Fleur de Paris und Stochelo Rosenberg ist er auf Le Quecumbar International Gypsy Swing Guitar (2010) zu hören.  In Deutschland trat er u. a. auf dem 15. Django Reinhardt Festival Hildesheim 2015 (mit Paulus Schäfer) auf.